# Nerone
Nerone Claudio Cesare Augusto Germanico (in latino Nero Claudius Caesar Augustus Germanicus; Anzio, 15 dicembre 37 – Roma, 9 giugno 68), nato Lucio Domizio Enobarbo (Lucius Domitius Ahenobarbus) e meglio conosciuto come Nerone, è stato il quinto imperatore romano, l'ultimo appartenente alla dinastia giulio-claudia.
Regnò per quattordici anni, dal 54 al 68.
Nerone fu un principe molto controverso nella sua epoca; ebbe alcuni innegabili meriti, soprattutto nella prima parte del suo impero, quando governava con la madre Agrippina e con l'aiuto di Seneca, filosofo stoico, e di Afranio Burro, prefetto del pretorio, ma fu anche responsabile di delitti e atteggiamenti dispotici.
Accusati sommariamente di congiure contro di lui o di crimini vari, caddero vittime della condotta repressiva la stessa madre, la prima moglie e lo stesso Seneca, spinto a suicidarsi, oltre a vari esponenti della nobiltà romana, e molti cristiani. Per la sua politica assai favorevole al popolo, di cui conquistò i favori con elargizioni e istituendo spettacoli pubblici gratuiti, e il suo disprezzo per il Senato romano, fu - come era già stato per lo zio Caligola - molto inviso alla classe aristocratica (tra i quali i suoi principali biografi, Svetonio e Tacito).
L'immagine di tiranno che di lui è stata tramandata viene parzialmente rivista dalla maggioranza degli storici del XX secolo i quali ritengono che non fosse né pazzo - come lo descrissero alcune fonti - né particolarmente crudele per l'epoca, ma che i suoi comportamenti autoritari fossero simili a quelli di altri imperatori non giudicati allo stesso modo. Negli ultimi anni della sua vita la paranoia di Nerone si accentuò ed egli si rinchiuse in sé stesso e nei palazzi dedicandosi all'arte e alla musica, in pratica lasciando il governo nelle mani del prefetto del pretorio, il sanguinario Tigellino.
Anche se il suo comportamento ebbe certamente eccessi violenti e stravaganze, si può dire che non tutto ciò che gli venne imputato dagli storici coevi sia vero: ad esempio fu accusato del grande incendio di Roma, con l'obiettivo di ricostruire la città ed edificare la propria maestosa residenza, la Domus Aurea; di tale fatto tuttavia gli studiosi moderni tendono a discolparlo. Nerone accusò dell'incendio i cristiani, che furono arrestati e condannati in massa. Infine, qualche anno dopo, abbandonato anche dai pretoriani e dall'esercito, venne deposto dal Senato (che riconobbe il generale Galba come nuovo princeps) e, dopo un primo tentativo di fuga, alla fine, vistosi perduto, si tolse la vita nei pressi di Roma, nella villa di uno dei suoi liberti.

## Le fonti storiografiche
(Napoleone Bonaparte)
Nerone fu considerato un tiranno e un folle, ma a differenza di imperatori come Commodo e Caligola, non pare verosimile che avesse problemi mentali, né che fosse particolarmente crudele, o perlomeno era assai simile ai predecessori Tiberio e Claudio, molto severi con gli oppositori. 

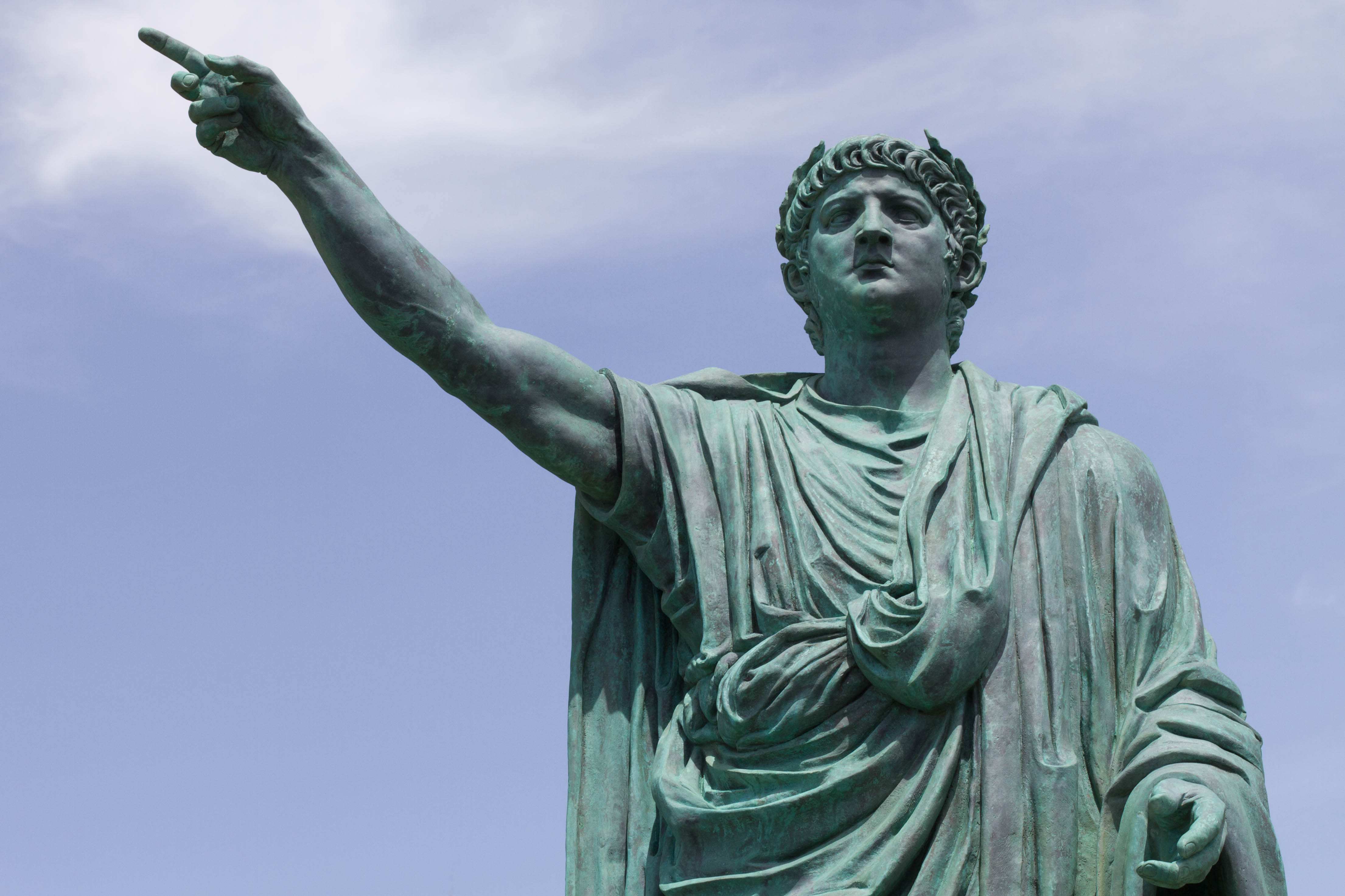
Nella sua cittadina natale, Anzio, è stata eretta nel 2010 una statua di Nerone.

Furono Tacito, senatore e nemico di Nerone, Svetonio e gli storici cristiani a rivestirlo della "leggenda nera" che ancora lo accompagna, soprattutto quella che lo vuole folle incendiario. È innegabile che fu responsabile di gravi persecuzioni, ma in maniera simile ad altri governanti. Nella dinastia Giulio-Claudia non furono rari gli omicidi fra parenti.
Sui delitti di Nerone molto si è detto: spesso si tratta di falsi storici, delitti ed esecuzioni volti a difendere la propria persona da possibili congiure, assassinii voluti da altri in nome suo. Nella storiografia e negli studi moderni non sono mancati tentativi di riabilitazione della memoria dell'imperatore.

## Biografia

### Origini familiari e anni giovanili (37-48)

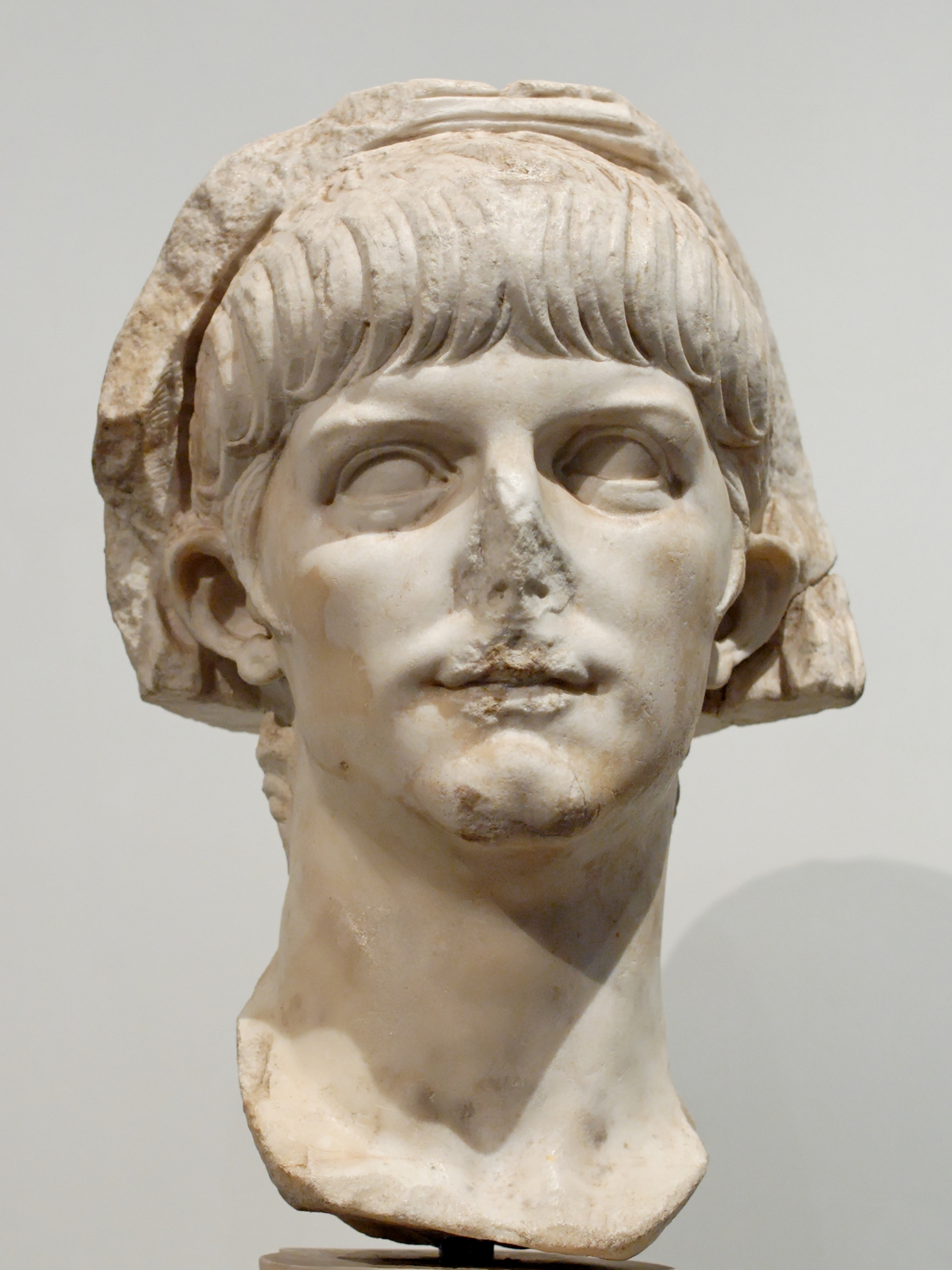
Busto del giovane Nerone

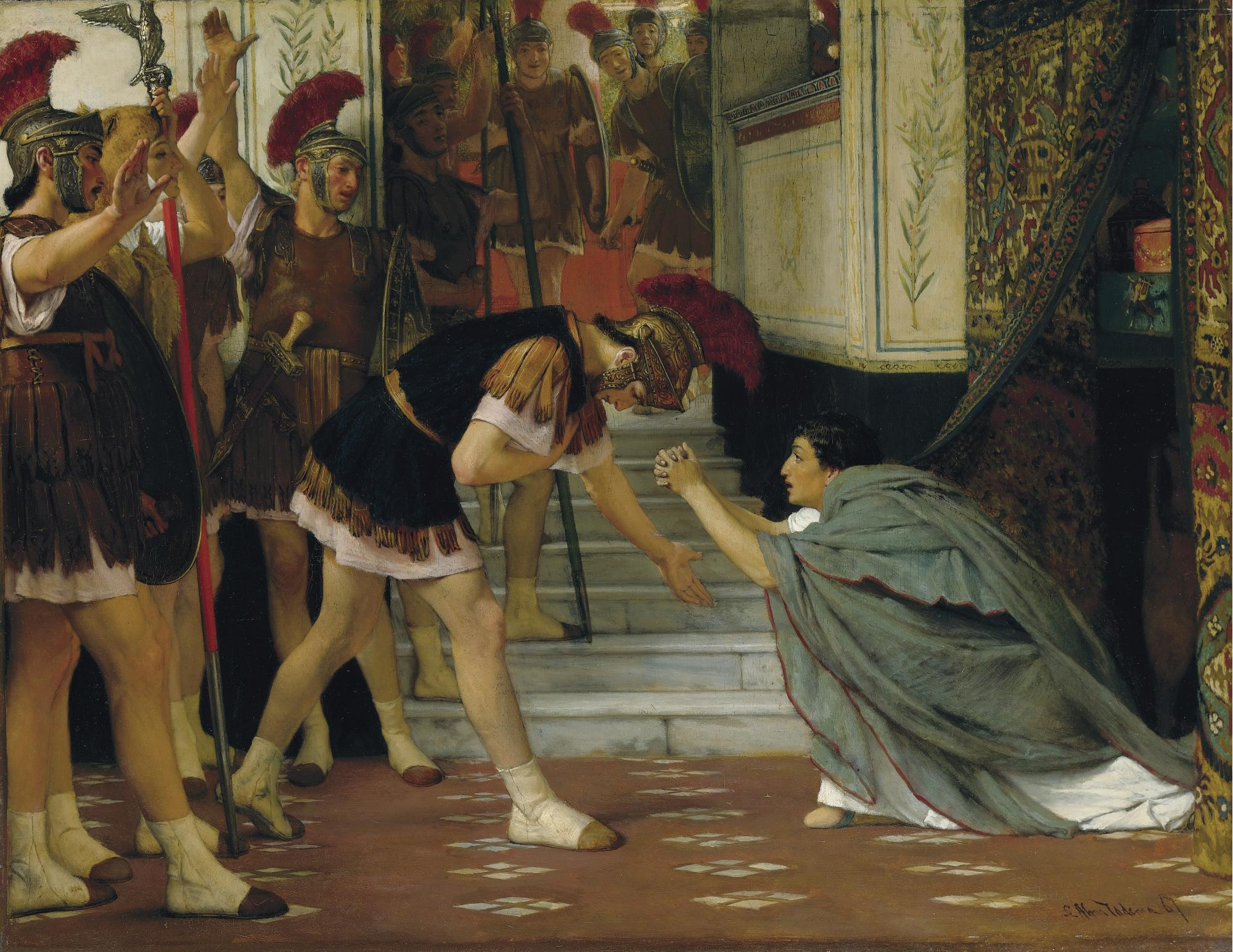
Lawrence Alma-Tadema
La proclamazione di Claudio a imperatore
Nerone aveva allora quattro anni

Nato ad Anzio il 15 dicembre 37, da Agrippina Minore e Gneo Domizio Enobarbo, il futuro imperatore Nerone era discendente diretto di Augusto e della Gens Giulia (dal lato materno e anche dal lato paterno, dato che il padre era un pronipote di Augusto tramite la sorella di quest'ultimo, Ottavia), e della famiglia di Tiberio, la Gens Claudia. Il padre apparteneva alla famiglia dei Domizi Enobarbi, una stirpe considerata di "nobiltà plebea", (cioè recente), mentre la madre era figlia dell'acclamato condottiero Germanico, nipote di Marco Antonio, di Agrippa e di Augusto, nonché sorella dell'imperatore Caligola che quindi era suo zio materno.
Nel 39 sua madre, amante del potere e descritta da molti come spietatamente ambiziosa, fu scoperta coinvolta in una congiura contro il fratello Caligola e venne quindi mandata in esilio nell'isola di Pandataria nel mar Tirreno, nell'arcipelago pontino. In quegli anni il piccolo Lucio visse con la zia Domizia Lepida, che egli amò più della madre e dalla quale avrebbe imparato l'amore per lo spettacolo e per la danza. L'anno seguente il marito di lei Gneo morì e il suo patrimonio venne confiscato da Caligola stesso.
Lucio nel frattempo fu affidato alle cure della zia e alle nutrici Egogle ed Alessandria. Essendo la zia di non elevata condizione economica, in questi primi anni i precettori furono un barbiere ed un ballerino, i quali anch'essi aiutarono Lucio a coltivare l'amore per le arti e la cultura. Nel 41 Caligola venne assassinato, così Agrippina poté ritornare a Roma ad occuparsi del figlio dell'età di quattro anni, attraverso il quale aveva intenzione di attuare la propria opera di rivalsa. Lucio venne affidato a due liberti greci, Aniceto e Berillo, per poi proseguire gli studi con due sapienti dell'epoca, Cheremone d'Alessandria e Alessandro di Ege, grazie ai quali il giovane allievo sviluppò il proprio filoellenismo.

### Carriera politica e ascesa al potere (49-54)

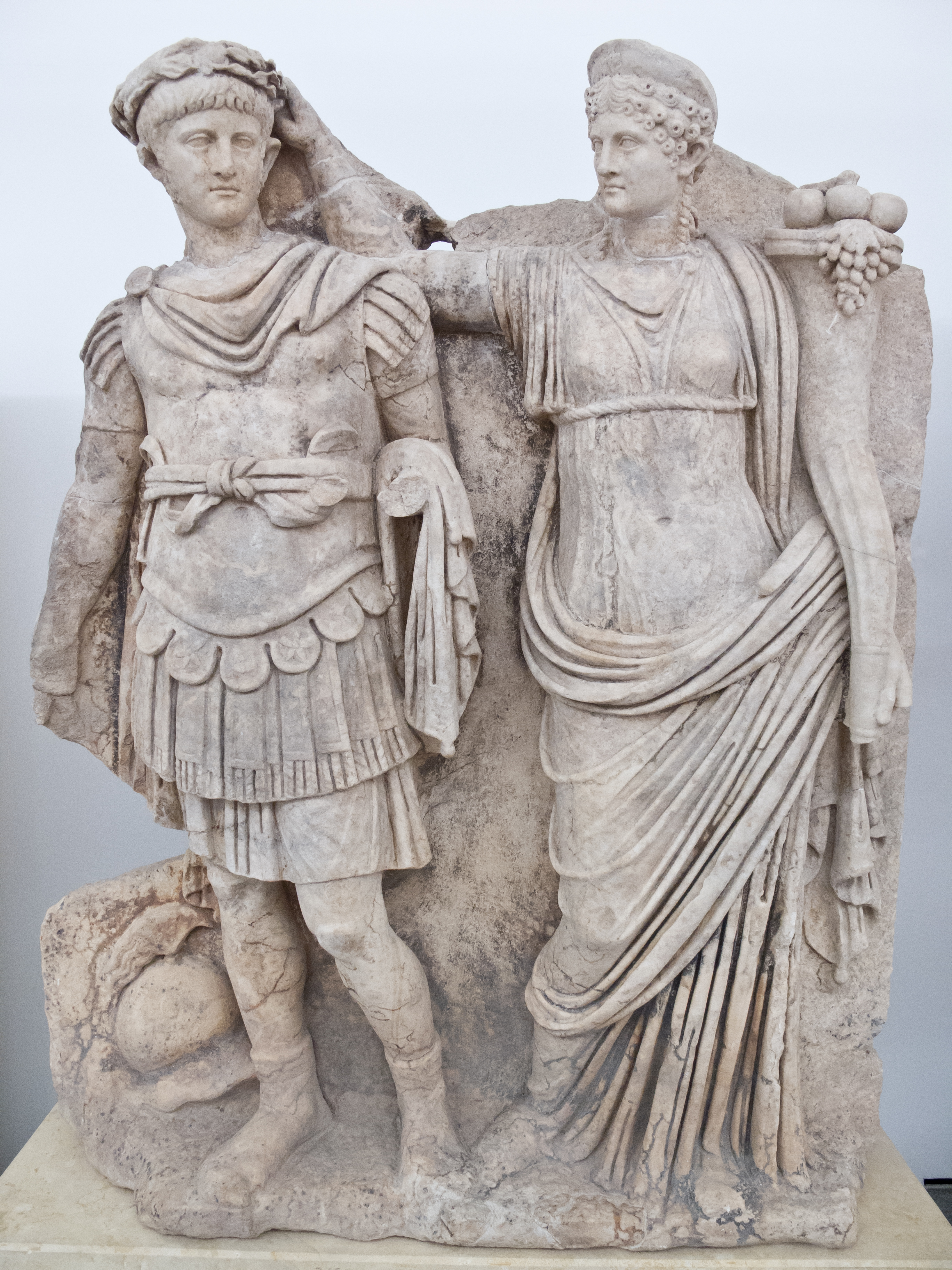
Agrippina incorona d'alloro Nerone. Rilievo di Afrodisia, (Turchia)

Nel 49 Agrippina Minore sposò l'imperatore Claudio, che era suo zio, ed ottenne la revoca dell'esilio di Seneca, allo scopo di servirsi del celebre filosofo quale nuovo precettore del figlio. Inoltre, visto che il giovane Lucio dimostrava maggior affetto verso la zia Domizia Lepida, Agrippina, per gelosia, la fece accusare di avere complottato contro l'imperatore, ottenendone da Claudio la condanna a morte. Nell'occasione, l'undicenne Lucio fu minacciato e costretto dalla madre a testimoniare contro la zia. Poco dopo, gli fu imposto il fidanzamento con Ottavia, figlia di Claudio, di otto anni.
L'adolescente Lucio fu adottato ufficialmente dal prozio e patrigno Claudio nel 50, e assunse il nuovo nome di Nerone Claudio Cesare Druso Germanico; con questo nome ricordava i suoi antenati in linea materna, congiunti di Claudio e dei precedenti imperatori. Infatti Nerone Claudio Druso, detto Druso maggiore, figliastro dell'imperatore Augusto, fratello minore dell'imperatore Tiberio e padre dell'imperatore Claudio, era suo bisnonno da parte materna; Giulio Cesare Germanico (detto semplicemente Germanico) figlio di Druso maggiore, nipote e figlio adottivo di Tiberio, nonché fratello maggiore di Claudio, era come si è detto suo nonno, padre di Agrippina.
Claudio morì nel 54 per un avvelenamento da funghi, forse ordinato da Agrippina stessa, e poco dopo la stessa sorte sarebbe toccata al figlio Britannico (nato, come Ottavia, dal suo precedente matrimonio con Valeria Messalina), affetto da epilessia e per questo forse escluso dalla successione dal suo stesso padre. Nerone divenne quindi imperatore all'età di quasi 17 anni, inizialmente sotto la tutela della madre e di Seneca, con Sesto Afranio Burro, pragmatico e abile politico, come prefetto del pretorio.

### Il principato (54-68)
(Nerone nell'atto di firmare un decreto di condanna a morte, citato da Seneca e Svetonio)
Nerone sale al potere nel 54 d.C., a diciassette anni. Il suo principato prende il nome di Principatus Claudius.

#### Matrimoni e condanne
Il primo scandalo del regno di Nerone coincise col suo primo matrimonio, considerato incestuoso, con la cugina di secondo grado Claudia Ottavia, figlia di suo prozio Claudio; Nerone più tardi divorziò da lei quando s'innamorò di Poppea. Questa, descritta come una donna notevolmente bella, sarebbe stata coinvolta, prima del matrimonio con l'imperatore, in una storia d'amore con Marco Salvio Otone, amico di Nerone stesso, suo compagno di feste e bagordi, e futuro imperatore. Otone sposò Poppea per ordine di Nerone, ma poi rifiutò che il suo matrimonio fosse solo di facciata e Nerone li fece divorziare.

#### Congiure e lotte di potere
Nel 59 Poppea fu sospettata d'aver organizzato l'omicidio di Agrippina e di esserne la vera mandante, mentre Otone venne inviato come governatore in Lusitania, l'odierno Portogallo. La madre di Nerone era stata condannata a morte e uccisa da sicari, che precedentemente avevano tentato di simulare incidenti e suicidio, a causa delle sue trame: forse intendeva far uccidere il figlio, per poi mettere sul trono un futuro suo marito e diventarne la co-imperatrice; la condanna venne approvata anche da Seneca e da Burro, il quale ne incaricò Aniceto. Questi, alla fine, la fece pugnalare, raccontando poi che lei stessa si era uccisa, dopo la scoperta della sua congiura contro Nerone.
È possibile che determinante fosse stato l'odio di Poppea per la futura suocera, che secondo Tacito aveva tentato anche l'incesto con Nerone, pur di estrometterla dal potere, e garantirlo a se stessa. Nerone l'aveva così allontanata dalla corte, e, alla fine aveva approvato anche l'omicidio. Dopo un funerale nascosto e una sepoltura in un luogo non completamente noto del corpo di Agrippina, tuttavia, Nerone manifestò rimorso per la morte della madre, approvata a causa della debolezza del suo carattere e dell'ascendente che Poppea aveva su di lui. Confermò, con una lettera al Senato, "che avevano scoperto, con un'arma, il sicario Agermo, uno dei liberti più vicini ad Agrippina, e che lei, per rimorso, come se avesse preparato il delitto, aveva scontato quella colpa". L'imperatore fu perseguitato da incubi su Agrippina per molto tempo. Nel 62, infine, Nerone sposò Poppea dopo aver ripudiato Claudia Ottavia per sterilità e averla relegata in Campania. Alcune manifestazioni popolari in favore della prima moglie, convinsero l'imperatore delle necessità di eliminarla, dopo averla accusata di tradimento, costringendola al suicidio.

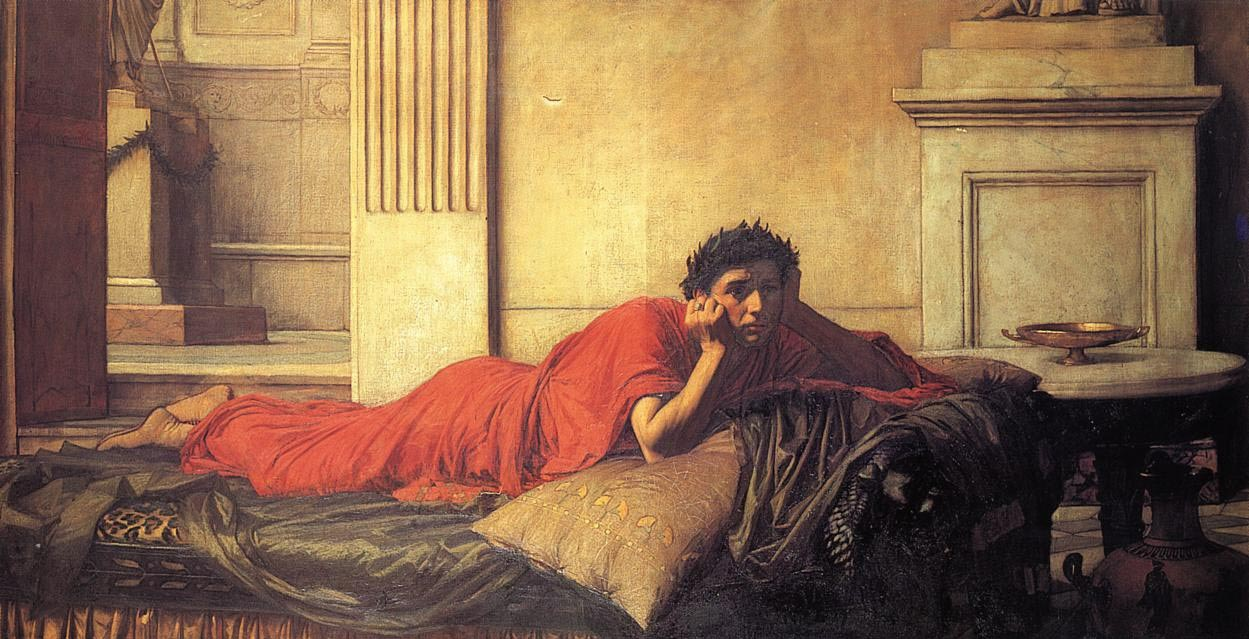
John William Waterhouse Il rimorso dell'imperatore Nerone dopo l'assassinio di sua madre
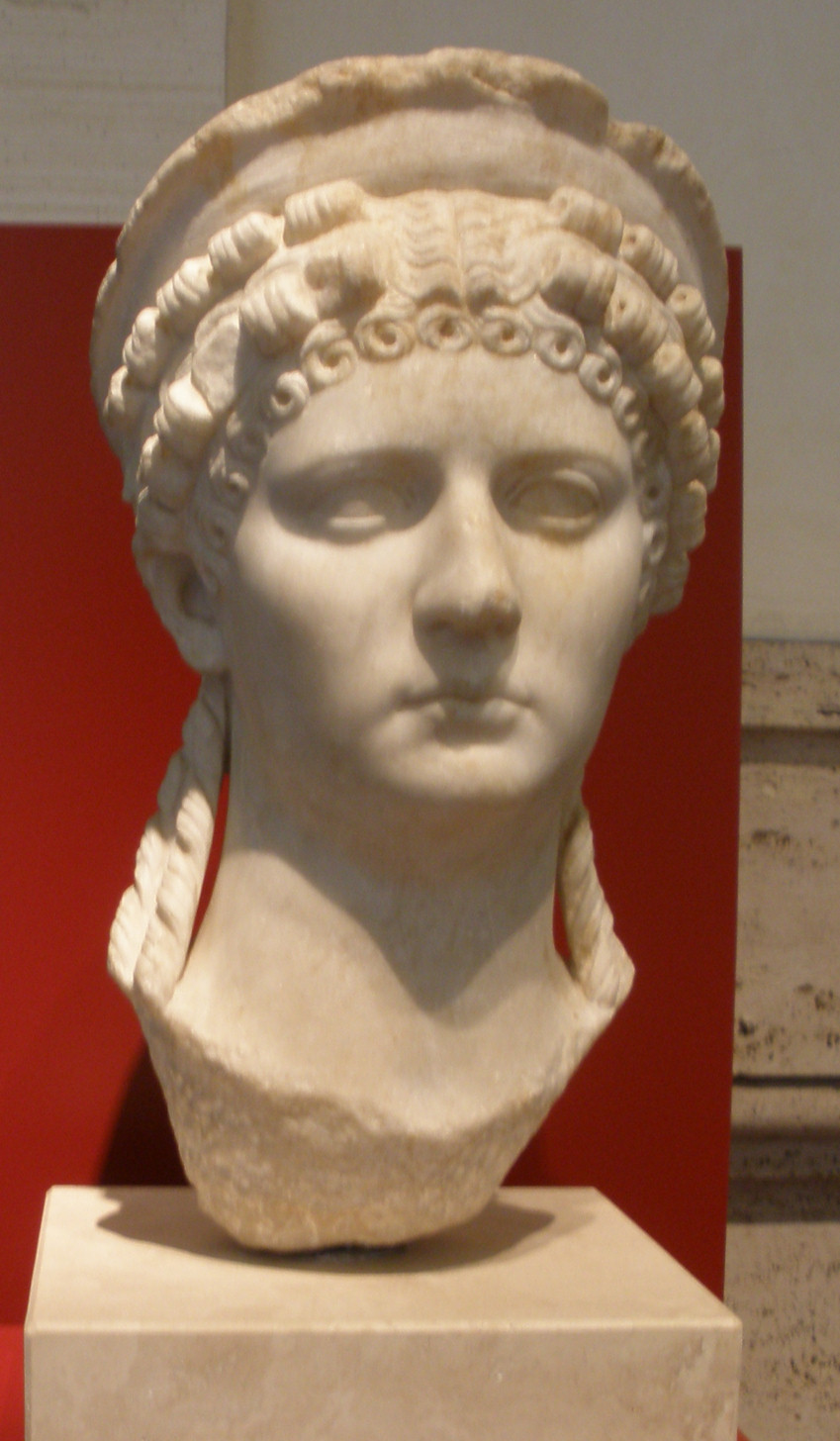
Poppea, seconda moglie di Nerone

Lo stesso anno Burro morì, forse avvelenato per ordine di Nerone (secondo Svetonio) o di malattia secondo altri storici, e Seneca per un lungo periodo si ritirò a vita privata, a causa dei primi dissapori con Nerone e dell'odio del popolo che lo accusava della morte di Agrippina, che era rispettata dalla plebe e dai pretoriani in quanto figlia dell'amato Germanico. La carica di prefetto del Pretorio venne assegnata a Tigellino (già esiliato da Caligola per adulterio con Agrippina), uomo senza scrupoli, che non era nemmeno cauto come Burro nel nascondere i delitti di Stato.
Tigellino, di umili origini, divenne quindi molto ricco e potente. Contemporaneamente vennero introdotte una serie di leggi sul tradimento, che provocarono l'esecuzione di numerose condanne capitali. Nel 63 Nerone e Poppea ebbero una figlia, Claudia Augusta, che tuttavia morì ancora in fasce. Nel 65-66, come scrive Tacito, Poppea, in attesa del secondogenito di Nerone, morì, a Roma oppure nella sua villa di Oplontis, alle falde del Vesuvio, a causa delle conseguenze di un aborto spontaneo, secondo la tradizione causato da un calcio allo stomaco sferratole dal marito.
Secondo altri, invece, Nerone l'avrebbe ripudiata per sposare Statilia Messalina e Poppea, ritiratasi nella sua villa del Vesuviano, sarebbe morta nel 79 durante l'eruzione del Vesuvio. Svetonio lo accusa anche di numerosi altri crimini e depravazioni (come lo stupro della vestale Rubria, un crimine passibile di pena capitale) che molti storici moderni hanno ritenuto invenzioni propagandistiche. Dopo la morte di Poppea, nel 66 Nerone sposò Statilia Messalina, la sua terza e ultima moglie. Lo storico delle Vite dei Cesari attribuisce a Nerone anche alcune relazioni omosessuali.
Secondo Cassio Dione (Epitome LXII, 12-13) e altri autori contemporanei, Nerone avrebbe contratto due matrimoni con maschi: il primo, con un liberto di nome Pitagora. Il secondo, con un liberto di nome Sporo, fatto castrare e sposato dopo la morte della moglie Poppea proprio perché straordinariamente somigliante all'imperatrice. Il matrimonio sarebbe avvenuto in Grecia e Nerone avrebbe affidato il giovincello alle cure di Calvia Crispinilla, come dama di camera. Secondo i contemporanei, "Pitagora sarebbe stato per lui un marito, Sporo sarebbe stato per lui una moglie". A Nerone sono anche attribuite frequentazioni di prostitute, tra cui Caelia Adriana, donna di cui fu perdutamente innamorato, e feste con grande dispendio di denaro pubblico, derivata dalla tassazione aumentata.

#### Amministrazione interna e provinciale

##### Il grande incendio di Roma

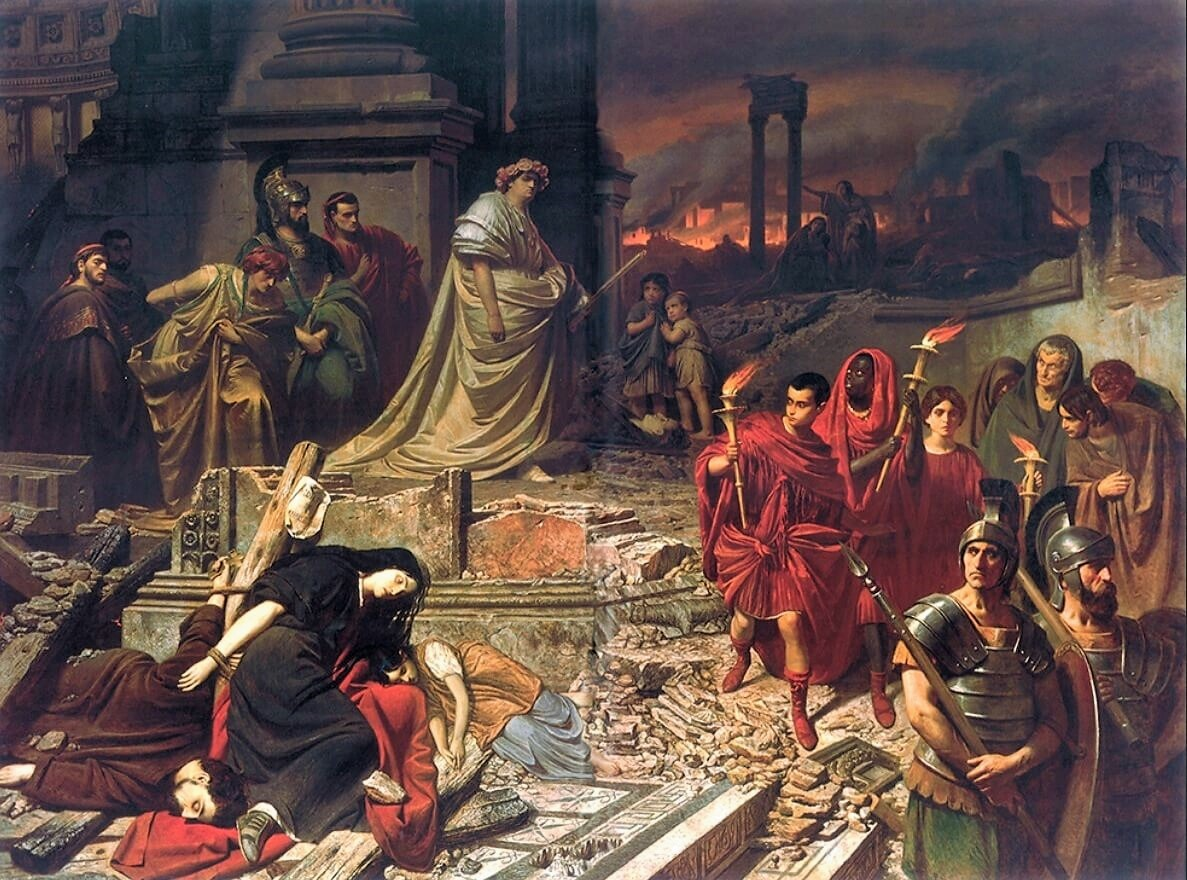
Rappresentazione del grande incendio di Roma. Sullo sfondo Nerone e le rovine della città in fiamme, da un dipinto di Karl Theodor von Piloty (1861 ca.).

Allo scoppio del grande incendio di Roma del 64, l'imperatore si trovava ad Anzio, ma raggiunse immediatamente l'Urbe per conoscere l'entità del pericolo e decidere le contromisure, organizzando in modo efficiente i soccorsi, partecipando in prima persona agli sforzi per spegnere l'incendio. Nerone mise sotto accusa i Cristiani residenti a Roma, per evitare dicerie che lo accusassero direttamente.
Dai duecento ai trecento cristiani vennero messi a morte. Tra i cristiani uccisi il 64-65 e il 67 ci furono anche san Pietro e san Paolo: Nerone avrebbe ordinato la decapitazione di Paolo di Tarso e, più tardi (o prima), secondo la tradizione cattolica, anche la crocifissione di Pietro.
Per quanto oramai gli studiosi siano abbastanza concordi nel ritenere che il grande incendio di Roma dell'anno 64 d.C. non fu causato da Nerone, che anzi si diede molto da fare per prestare soccorso alla popolazione colpita dalla tragedia e che in seguito si occupò personalmente della ricostruzione, la falsa immagine iconografica dell'imperatore che suona la lira dal punto più alto del Palatino mentre Roma bruciava è ancora assai radicata nell'immaginario collettivo.
L'imperatore aprì addirittura i suoi giardini per mettere in salvo la popolazione e si attirò l'odio dei patrizi facendo sequestrare imponenti quantitativi di derrate alimentari per sfamarla. Gli storici antichi lo accusano o restano incerti, o criticano comunque il suo comportamento nell'accusare e punire i cristiani, pur essendo questi una setta detestata dall'opinione popolare e aristocratica:
(Tacito, Annales, XV, 44)

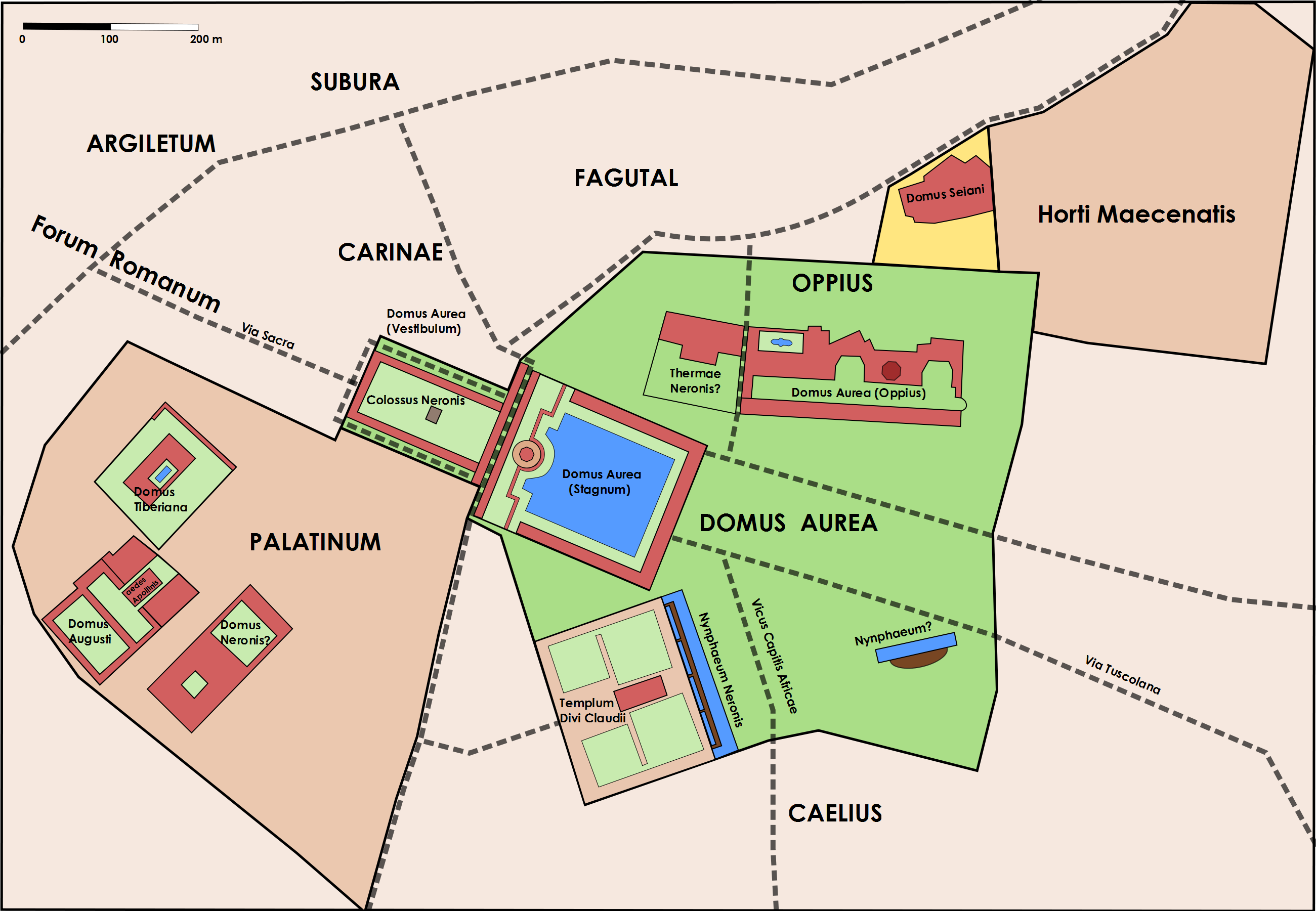
Pianta generale della Domus Aurea, posta tra il Palatino (a sud-ovest) e gli Horti Maecenatis (nord-est)

In occasione dei lavori di ricostruzione, Nerone dettò nuove e lungimiranti regole edilizie, destinate a frenare gli eccessi della speculazione (molto probabilmente furono proprio gli speculatori a causare l'incendio, forse alimentando un precedente incendio accidentale) e tracciare un nuovo impianto urbanistico, sul quale è tuttora fondata la città. In seguito all'incendio egli recuperò una vasta area distrutta, facendo realizzare il faraonico complesso edilizio noto come Domus Aurea, la sua residenza personale (sostituendo la Domus Transitoria), che giunse a comprendere il Palatino, le pendici dell'Esquilino (Oppio) e parte del Celio, per un'estensione di circa 2,5 chilometri quadri (250 ettari). Ciò non può essere un possibile movente, in quanto egli avrebbe potuto requisire comunque i terreni necessari e già molti erano in suo possesso.

##### La congiura di Pisone

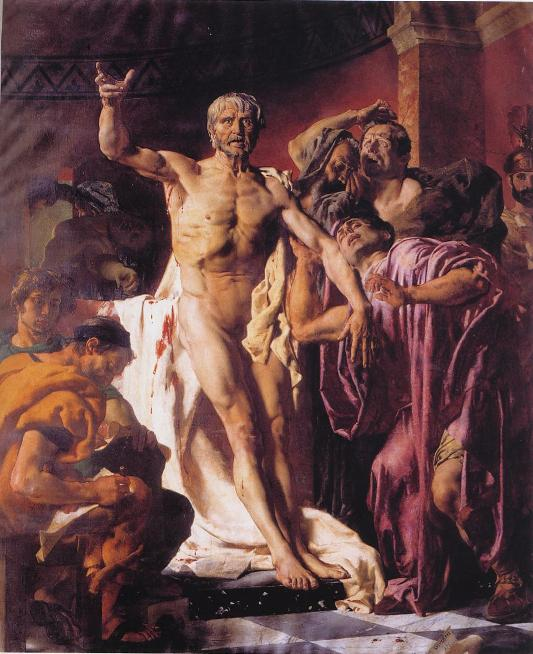
La morte di Seneca, olio su tela di Noël Sylvestre, Béziers, Musée des beaux-Arts.

Nel 65 venne scoperta la congiura di Pisone (così chiamata da Gaio Calpurnio Pisone) e i cospiratori, alcuni dei quali, secondo la tesi avanzata in passato dallo storico Giuseppe Caiati, avevano avuto una qualche parte anche nell'incendio dell'anno precedente, vennero costretti al suicidio: il più celebre tra loro era senza dubbio Lucio Anneo Seneca. La stessa sorte toccò anche a Gneo Domizio Corbulone. Le motivazioni che portarono alla congiura furono per lo più rancori personali dei singoli membri verso Nerone, dovuti principalmente ai suoi eccessi o ai suoi atti crudeli, mentre molti personaggi avevano visioni politiche diverse riguardo alle sorti dell'impero (anche una restaurazione della repubblica), ma alla fine si accordarono per far eleggere imperatore Pisone stesso.
I congiurati, almeno 41 persone, tra cui senatori, cavalieri, militari e letterati, miravano a uccidere l'imperatore Nerone. Nel 65 il gruppo si riunì a Baia, nella villa di Pisone, e lì stabilirono che, durante i giochi dedicati a Nerone al Circo Massimo, il console designato Plauzio Laterano si sarebbe dovuto gettare ai piedi dell'imperatore da supplice, accoltellandolo durante l'azione; gli altri complici sarebbero intervenuti in seguito, in modo che avvenisse un'esecuzione plateale, al pari dei grandi spettacoli popolari che lo stesso Nerone era uso organizzare.
Morto l'Imperatore, Gaio Calpurnio Pisone sarebbe stato proclamato nuovo princeps dalla Guardia pretoriana, grazie all'appoggio di Fenio Rufo (forse il vero capo della congiura), allora Prefetto del pretorio congiuntamente a Tigellino, del tribuno militare Subrio Flavio e del centurione Sulpicio Aspro. Grazie ad alcune delazioni la congiura fu scoperta e furono attuate dure repressioni.

##### Viaggio in Grecia: l'eliminazione del governo provinciale
Nel 67, l'imperatore viaggiò fra le isole della Grecia, a bordo di una lussuosa galea sulla quale divertiva gli ospiti (fra questi anche tutti gli stupefatti notabili delle città visitate, compresa Atene) con prestazioni artistiche, mentre a Roma Ninfidio Sabino (collega di Tigellino, che aveva preso il posto dei congiurati pisoniani) andava procurandosi il consenso di pretoriani e senatori, partecipando anche ai giochi olimpici. Proprio alle Olimpiadi fu protagonista di una vittoria falsata: mentre partecipava alla corsa dei carri venne sbalzato fuori dal cocchio e rimase indietro; tuttavia gli avversari, probabilmente per paura di ripercussioni future, fecero fermare i cavalli per permettere all'imperatore di rialzarsi, lasciandogli poi vincere la gara.
Prima di lasciare la Grecia, diede nuovamente prova della sua predilezione per la cultura ellenica, annunciando personalmente - ponendosi al centro dello stadio d'Istmia, presso Corinto, prima della celebrazione dei giochi panellenici - la decisione di restituire la libertà alle polis, eliminando il governo provinciale di Roma, un gesto che riecheggiava la storica dichiarazione di Tito Quinzio Flaminino nel 196 a.C. Flaminino, dopo aver sconfitto Filippo V di Macedonia, aveva annunciato la libertà delle città greche nello stesso luogo e durante gli stessi giochi. Ciò provocò nuovi malumori dei nobili, soprattutto per la perdita dei tributi:
Essendo convenuta la folla in adunanza, egli proclamò quanto segue: «Greci! Concedo a voi un dono inatteso, quantunque non del tutto insperato da parte della mia magnanimità, tanto grande quanto non siete arrivati a chiedere: tutti voi Greci che abitate l'Acaia e quello che fino ad ora è stato il Peloponneso ricevete la libertà e l'immunità (eleutheria, aneisphoria), che neanche nei periodi più felici avete tutti avuto, perché eravate schiavi o di stranieri o l'uno dell'altro. Oh! se avessi potuto concedere questo dono quando la Grecia era all'apice della potenza, perché più persone potessero godere del mio favore! Per questo biasimo il tempo che ha consumato la grandezza del mio favore. E ora vi reco questo beneficio non per pietà, ma per benevolenza e contraccambio gli dei, la cui benevola presenza ho sempre sperimentato sia per terra sia per mare, per il fatto che mi hanno concesso di beneficiare in maniera così grande. Infatti anche altri hanno liberato città e capi, ma Nerone ha liberato l'intera provincia». Il sacerdote a vita degli Augusti e di Nerone Claudio Cesare Augusto [...]»
(Iscrizione del discorso di Nerone)

#### Politica estera

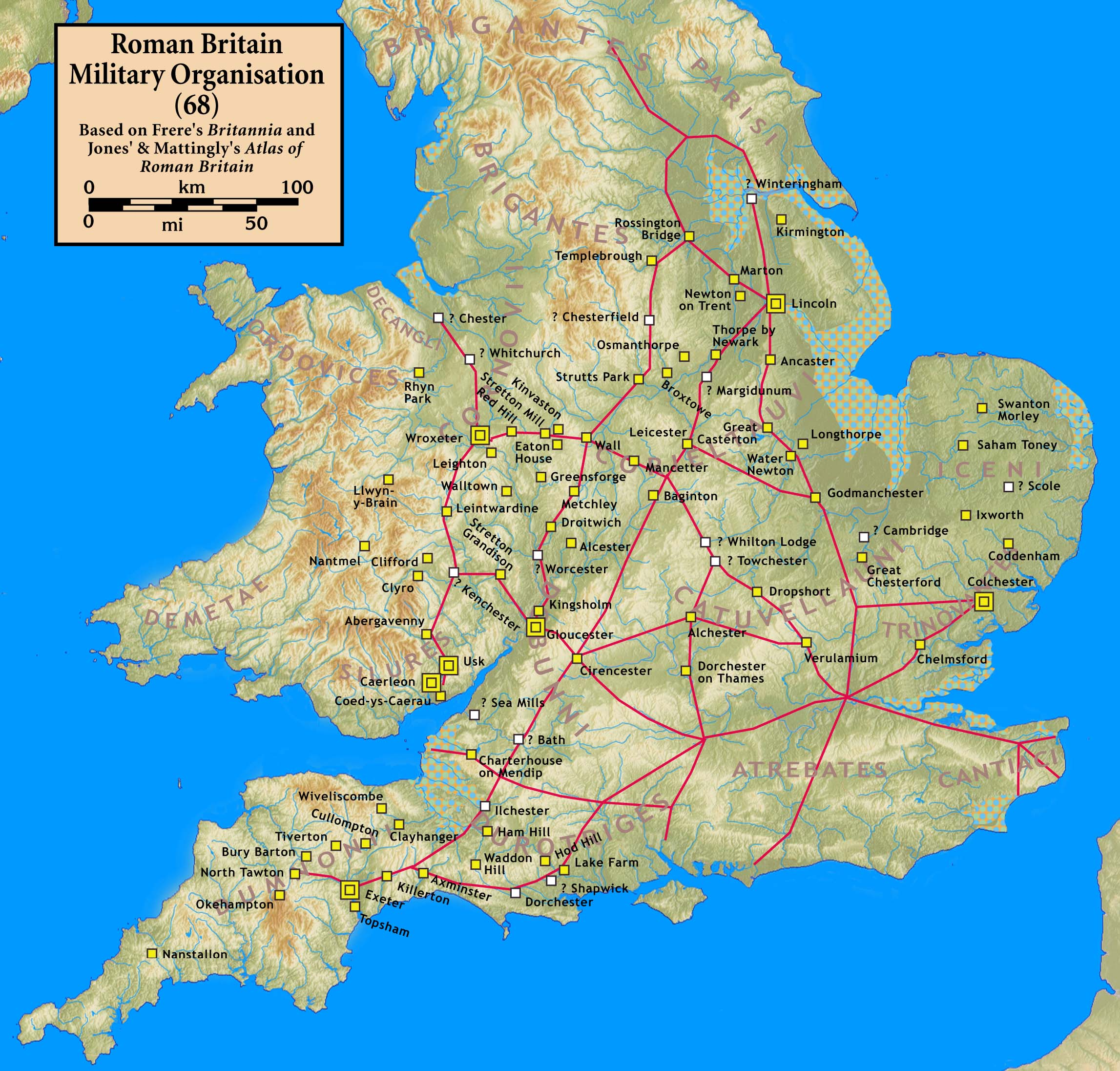
La Britannia nel 68 alla morte dell'imperatore Nerone.

Nerone era poco interessato alle campagne militari: se ne occupò lo stretto necessario (prese parte solo ad una spedizione in Armenia), e non fu mai molto popolare nei ranghi dell'esercito.
Sotto Nerone, l'Imperatore Partico Vologese I pose sul trono del regno d'Armenia il proprio fratello Tiridate, sul finire del 54. Questo avvenimento convinse Nerone che fosse necessario avviare preparativi di guerra in vista di un'imminente campagna.
Domizio Corbulone fu inviato a sedare le continue scaramucce tra le popolazioni locali e sparuti gruppi di romani. In realtà non vi fu una vera guerra fino al 58 d.C. Dopo la conquista di Artaxata nel 58 e della città di Tigranocerta nel 59, pose sul trono degli armeni re Tigrane VI, nel 60. Vologese, in preda all'ira, pretendendo che il trono fosse restituito a suo fratello, mosse guerra ai romani, i quali però riuscirono a prevalere ottenendo nel 66 la sottomissione di Tiridate come re cliente. Si spense così l'ultimo focolaio di guerra nell'Impero e Nerone poté fregiarsi del titolo di Imperator (Pacator) invitando a Roma il re Tiridate I.
Inaugurò, nel contempo, solenni festeggiamenti per la ricorrenza del trecentesimo anniversario della prima chiusura delle porte del tempio di Giano Gemino (236 a.C.) per celebrare la "pace ecumenica" raggiunta, volendo emulare Alessandro Magno, e, ancora, per far dimenticare al popolo il disastroso incendio della città del mese di luglio. Per le ingenti spese sostenute, Nerone attuò riforma del conio ed emise una nuova moneta sulla quale, nel dritto, appare la sua figura con il capo incoronato e l'aspetto fiero con la scritta: "IMP NERO CAESAR AVG GERM" e, sul rovescio, il tempio di Giano "a porte chiuse" con la scritta: "PACE P R UBIQ PARTA IANVM CLVSIT - S C -" (senatus consulto).
Per la prima volta, dunque, a Roma un comandante si fregiò del titolo ufficiale di Imperatore. Il re Tiridate, timoroso del mare, arrivò a Roma dopo un viaggio durato ben otto mesi nell'inverno del 65 e nella primavera del 66 furono ripetuti i festeggiamenti alla presenza del popolo e dell'esercito. Nerone tolse la tiara dal capo di Tiridate, incoronandolo Re con un diadema e facendolo sedere alla sua destra. Nel corso del suo principato continuò la conquista della Britannia, anche se negli anni 60-61 fu interrotta da una rivolta capeggiata da Budicca, la regina della tribù degli Iceni. Infine, nonostante in patria fosse tollerante con gli ebrei ortodossi, su richiesta della filosemita Poppea inviò Vespasiano, che l'aveva seguito nel viaggio in Grecia e con cui aveva avuto malumori, e il figlio di questi, Tito, a sedare le prime rivolte ebraiche nazionaliste in Giudea, convinto che solo lui ne avesse le capacità.

#### Politica sociale e opere pubbliche

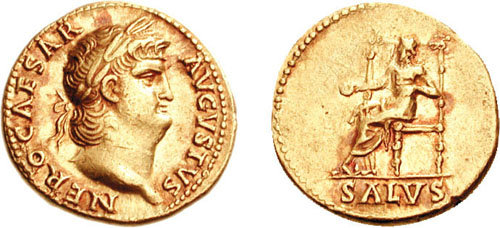
Moneta aurea di Nerone

L'imperatore Claudio fu il primo a far costruire un nuovo porto a circa 4 km (2,5 miglia) a nord di Ostia, detto appunto Portus, su di un'area di circa 70 ettari, dotato di due lunghi moli aggettanti sul mar Tirreno, con un'isola artificiale ed un faro. La costruzione di questo faro si attuò con il riempimento di una grossa nave che aveva trasportato dall'Egitto un grande obelisco utilizzato per decorare il circo vaticano. Fu portato a termine dal figlio adottivo, Nerone, il quale ne celebrò la fine dei lavori con la monetazione. Nerone diede il nome di Portus Augusti al nuovo porto.
Fu fatto costruire un arco trionfale in onore dell'imperatore Nerone, decretato dal Senato nel 58, in occasione della vittoria contro i Parti, sebbene sia stato effettivamente costruito solo nel 62. Era collocato sulla via di accesso al Campidoglio, ma venne distrutto probabilmente poco dopo, o per la damnatio memoriae o nell'incendio del colle del 69. Le raffigurazioni sulle monete lo mostrano ad un solo fornice, con colonne corinzie libere al di sopra di piedistalli sporgenti dalla facciata che sorreggevano statue e una ricca decorazione scultorea.
Nel 64, sotto il suo regno, uno spaventoso incendio quasi rase al suolo l'intera città, distruggendo interamente tre delle zone augustee e danneggiandone gravemente sette, lasciandone integre solo quattro. Per favorire un'ordinata ricostruzione e impedire il diffondersi di nuovi incendi, venne emanato un nuovo piano regolatore, attuato però solo in parte, come riporta Tacito, tramite la realizzazione di strade più larghe, affiancate da portici, senza pareti in comune tra gli edifici, di altezza limitata e con un uso quasi bandito di materiali infiammabili, sostituiti da pietra e mattoni. Approfittando della distruzione Nerone costruì la sua Domus Aurea, che occupò gli spazi compresi tra Celio, Esquilino (Oppio) e Palatino con un'enorme villa, segno tangibile delle mire autocratiche dell'imperatore.
Le enormi spese per la ricostruzione della città e della dimora imperiale causarono il quasi fallimento dello Stato a cui l'imperatore cercò di rimediare ricorrendo tra l'altro a strumenti spregiudicati quali imporre alle più ricche famiglie romane la redazione di un testamento che nominasse lo Stato quale unico erede del patrimonio familiare e che veniva reso subito esecutivo con il suicidio forzato dei possidenti. «Di Nerone si diceva che, condannando a morte sei individui, fece sua mezza Africa.»
Altri edifici pubblici neroniani furono il mercato del Celio (Macellum Magnum) e le Terme di Nerone del Campo Marzio, la cui pianta regolare e simmetrica fece da modello per tutti gli edifici termali futuri, inaugurando la tipologia di terme "imperiali". Si ipotizza anche una ricostruzione dopo il grande incendio del 64, contemporaneamente allo spostamento e ingrandimento della casa delle Vestali: il tempio venne infatti rappresentato in monete dell'epoca di Nerone e dei successivi imperatori Flavi. E ancora a Nerone si deve:
- il taglio dell'istmo di Corinto e un canale lungo la costa dall'Averno a Roma.[54] La prima opera, già tentata dal tiranno Periandro, dal Re di Macedonia Demetrio I Poliorcete, da Giulio Cesare e da Caligola sembrava non portare fortuna a chi la intraprendeva, tutti morti in modo violento. Gli scavi furono segnati da episodi nefasti e si interruppero con la morte dell'ideatore.
- Il canale dal lago Averno a Roma, lungo 160 miglia (237 km), ancora più mastodontico di quello di Corinto assorbì risorse umane e economiche immense e non fu mai completato a causa degli infiniti problemi tecnici e logistici.[55]

| Opere pubbliche neroniane | Opere pubbliche neroniane | Opere pubbliche neroniane                                                                                                 | Opere pubbliche neroniane | Opere pubbliche neroniane | Opere pubbliche neroniane                  | Opere pubbliche neroniane             |
| Immagine                  | Valore                    | Dritto | Rovescio | Datazione                 | Peso; diametro                             | Catalogazione                         |
| ------------------------- | ------------------------- | --- | --- | ------------------------- | ------------------------------------------ | ------------------------------------- |
|                           | sesterzio                 | NERO CLAVD CAESAR AVG GER P M TR P IMP P P, testa laureata di Nerone verso destra, con un globo alla base del busto;      | AUGUSTI (in alto) S PORTO S T C, porto di Claudio con sette navi; in alto si nota un faro sormontato da una statua di Nettuno; sotto la personificazione del Tevere sdraiato, tiene un timone e un delfino; a sinistra un molo a forma di mezzaluna con portico ed un altare, a destra, a forma di mezzaluna, fila di frangiflutti. | 64                        | 37 mm, 28,77 g 6 h (zecca di Roma antica); | RIC I 178; WCN 120.                   |
|                           | sesterzio                 | IMP NERO CLAVDIUS CAESAR AVG GER P M TR P P P, testa laureata di Nerone verso sinistra, con un globo alla base del busto; | Arco di trionfo sormontato da un gruppo di statue di Nerone in quadriga, scortate dalla Vittoria e dalla Pace, affiancate da alcuni soldati; la statua di Marte in una nicchia a lato dell'arco. | 65                        | 36 mm, 26,67 g 6 h (zecca di Lugdunum);    | RIC I 393; WCN 414.                   |
|                           | dupondio                  | NERO CLAVDIUS CAESAR AVG GER P M TR P IMP P P, testa laureata di Nerone verso sinistra, con un globo alla base del busto; | MAC AUG S-C, facciata del macellum Magnum costruito da Nerone, una statua di fronte alla base di un'entrata a quattro colonne cilindrica, nella parte alta una struttura a tre colonne sormontata da una cupola conica; portico a due ordini da entrambe le parti (sinistra-destra).                                                | 65                        | 14,60 g 7 h (zecca di Lugdunum);           | RIC I 402; BMCRE 336; Cohen 129.      |
|                           | denario                   | NERO CAESAR AVGVSTVS, testa laureata di Nerone verso destra;                                                              | VESTA in alto, tempio a sei colonne con quattro gradini; Vesta seduta di fronte, la testa verso sinistra, tiene una patera ed uno scettro. | 65/66                     | 18 mm, 3,51 g 6h (zecca di Roma antica);   | RIC I 62; WCN 61; BMCRE 104; RSC 335. |

Furono importanti anche le riforme in favore del popolo, come quella monetaria, e la distribuzione di generi alimentari, le elargizioni di denaro togliendo fondi per l'organizzazione di giochi del circo ai governatori provinciali. Riguardo alla riforma monetaria di Nerone, l'aureo, secondo quanto afferma Plinio il Vecchio:
(Plinio il Vecchio, Naturalis historia, XXXIII,)
fu deprezzato, passando nel tempo, poco a poco, da un peso teorico di 1/40 di libbra (epoca di Cesare) a 1/45 sotto Nerone, con una svalutazione dell'11%. Il denario che, sotto Cesare ed Augusto, aveva un peso teorico di circa 1/84 di libbra, ridotto da Tiberio ad 1/85, fu svalutato da Nerone fino ad 1/96 (pari ad una riduzione del peso della lega del 12,5%). Contemporaneamente, oltre alla riduzione del suo peso, vi era anche una riduzione del suo titolo (% di argento presente nella lega), che passò dal 97-98% al 93,5% (per una riduzione complessiva del solo argento del 16,5% ca).
In sostanza il sistema che si andava così creando sui metalli "nobili" (oro e argento), andava a vantaggio di quest'ultimo. Secondo il Mazzarino, Nerone voleva così favorire gli strati sociali medio-bassi (come equites e liberti), che insieme al popolo costituivano la sua principale fonte di consenso. Secondo Plinio il Vecchio, invece, il prezzo dell'oro sarebbe sceso (a vantaggio di quello dell'argento), grazie alla scoperta di una miniera d'oro in Dalmazia che produceva ben 18.250 libbre del prezioso metallo all'anno, pari a quelle presenti nella Spagna romana.

#### Presunta conversione all'ebraismo
Secondo la tradizione ebraica Nerone fece un viaggio a Gerusalemme e lì si convertì all'ebraismo. Nessuna fonte romana antica lo riporta.

#### Caduta, morte e sepoltura

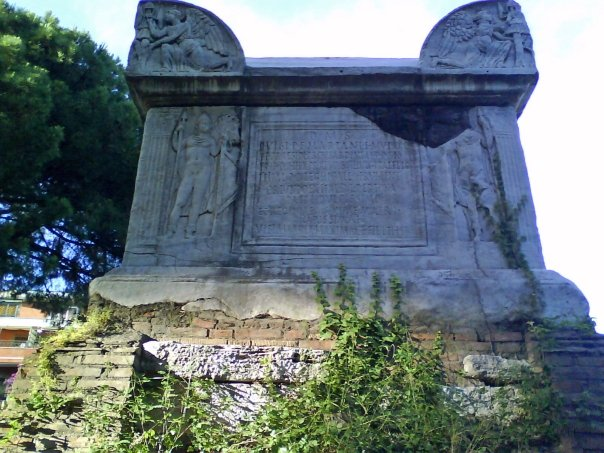
La cosiddetta Tomba di Nerone lungo la Via Cassia.

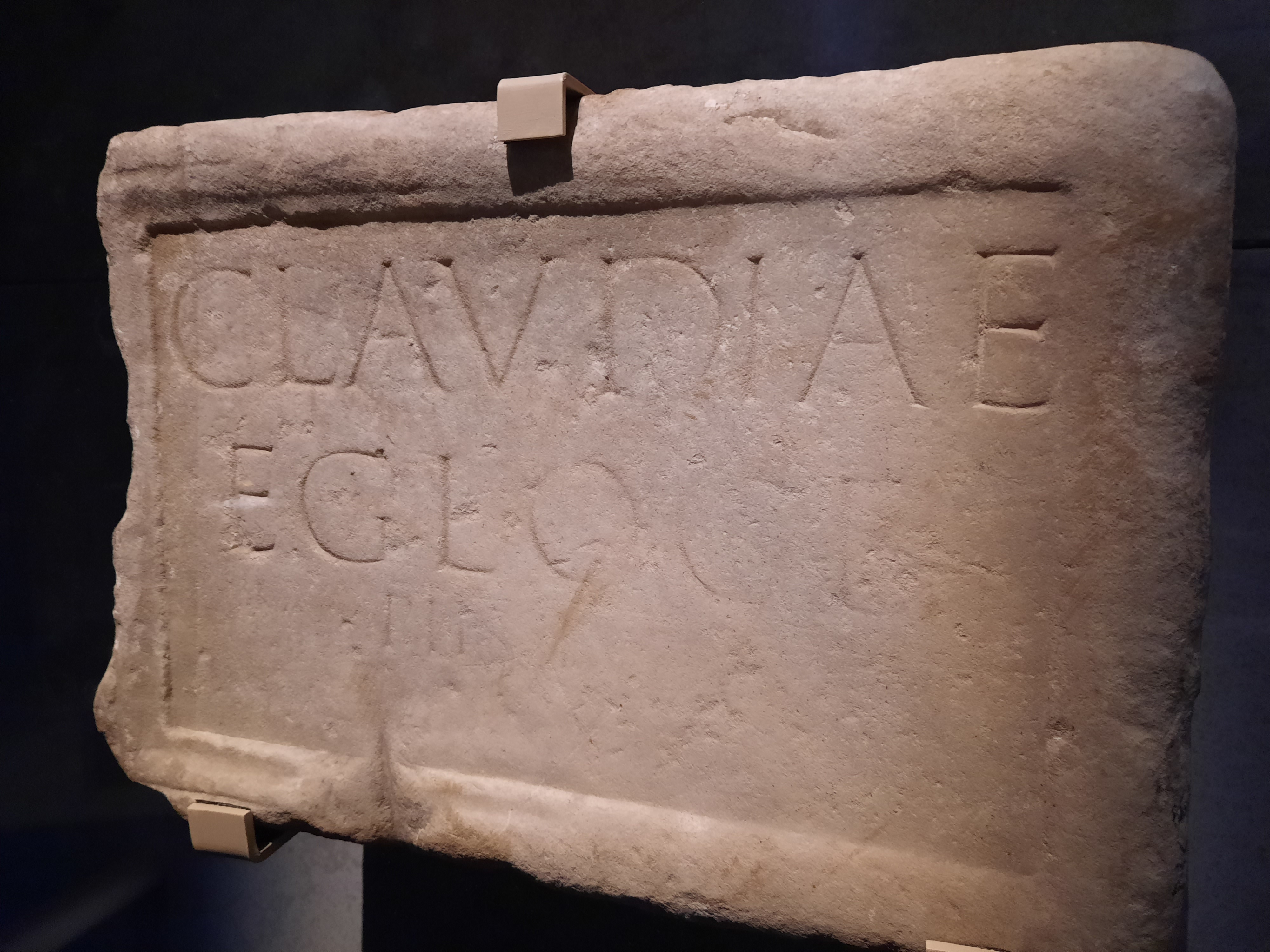
Iscrizione funebre di Claudia Egloge, nutrice di Nerone, che partecipò alle sue esequie private.

Nel frattempo, Gaio Giulio Vindice, governatore della Gallia Lugdunense, si ribellò dopo il ritorno dell'imperatore a Roma, e questo spinse Nerone ad una nuova ondata repressiva: fra gli altri ordinò il suicidio al generale Servio Sulpicio Galba, allora governatore nelle province ispaniche: questi, privo di alternative e non intenzionato ad eseguire l'ordine, col sostegno del suo esercito, dichiarò la sua fedeltà al Senato ed al popolo romano, non riconoscendo più l'autorità di Nerone.
Si ribellò quindi anche Lucio Clodio Macro, comandante della III legione Augusta in Africa, bloccando la fornitura di grano per la città di Roma. Nimfidio corruppe i pretoriani, che si ribellarono a loro volta a Nerone, con la promessa di somme di denaro da parte di Galba. Infine il Senato lo depose ufficialmente e Nerone fuggì dal suo palazzo dove era rimasto solo e senza protezione, e si suicidò il 9 giugno 68, nella villa suburbana del liberto Faonte, pugnalandosi alla gola con l'aiuto del suo segretario Epafrodito. Prima di morire, secondo Svetonio, pronunciò la frase «Qualis artifex pereo!» («Quale artista muore con me!»).

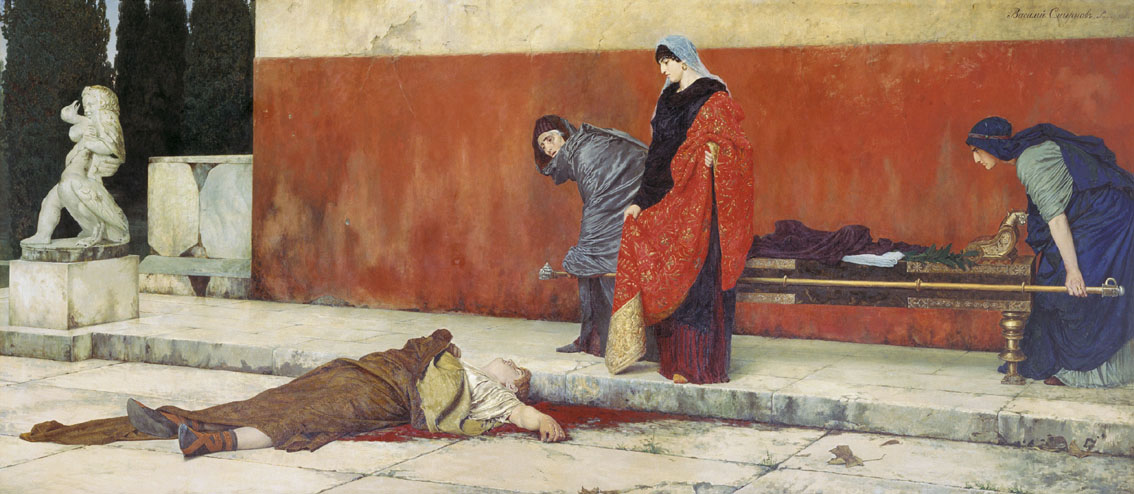
Vasilij Smirnov, La morte di Nerone

L'antichista Dimitri Landeschi fa notare, richiamandosi a un interessante studio dello storico inglese Edward Champlin, che, diversamente da quanto affermato da alcuni storici moderni, Nerone non subì la cosiddetta damnatio memoriae, di cui non si trova traccia in alcuna opera antica, tant'è vero che furono permesse le esequie private, alla presenza di pochi fedelissimi rimasti, tra i quali l'ex amante e concubina Claudia Atte, liberta della famiglia dell'imperatore, e le sue due nutrici Egloge e Alessandria; inoltre continuarono ad affluire nel Foro anche dopo la sua morte busti e statue del defunto imperatore, senza che nessuna autorità lo impedisse. Il corpo di Nerone fu cremato, avvolto nelle coperte bianche intessute d'oro da lui usate alle ultime Calende di gennaio, e le sue ceneri deposte in un'urna di porfido sormontata da un altare di marmo lunense con un recinto in marmo tasio, nel mausoleo della famiglia paterna. Il luogo di sepoltura era il Sepolcro dei Domizi lungo la via Flaminia, sotto l'attuale basilica di Santa Maria del Popolo, ai piedi del colle Pincio.
Nel XII secolo, papa Pasquale II (1099–1118), superstizioso e suggestionato dai corvi che volteggiavano sul noce vicino al sepolcro, convinto di vedere in Nerone l’Anticristo descritto dalle profezie, ne fece disperdere le ceneri; in seguito, davanti alle proteste dei romani, fece diffondere la notizia di aver fatto trasferire i resti all’interno di un sarcofago lungo la Via Cassia in una zona che, da allora, prese il nome di «Tomba di Nerone».
La plebe, favorita da Nerone, rimase in balia dell'aristocrazia fondiaria, dei ricchi finanzieri e dei militari, al punto che molti cittadini indigenti sperarono che Nerone non fosse morto e fosse fuggito lontano da Roma: nacquero delle leggende sul suo prossimo ritorno come difensore del popolo e dei poveri (ad esempio anche l'imperatore Otone fu acclamato come Nerone redivivo). Si contavano almeno tre "falsi Nerone", tra cui Terenzio Massimo.
Ecco le parole di Svetonio, che pure gli era ostile, sulla morte di Nerone:
(Svetonio, Vite dei Cesari, Nero LVII)
Con la sua morte terminò la dinastia giulio-claudia.

### Successione
Non essendoci più discendenti di Cesare, Augusto e Tiberio, né parenti stretti di Nerone, si accese la lotta per la successione. Il Senato, con l'appoggio dei pretoriani, nominò Galba, l'anziano generale che aveva guidato la rivolta, come nuovo imperatore. L'anno successivo fu però deposto e ucciso in una congiura militare, che portò al potere Otone, ex marito di Poppea e amico dell'imperatore defunto, che tentò ulteriormente di accreditarsi come il vero erede di Nerone cercando di sposare l'ultima moglie di questi, Statilia Messalina, la quale rifiutò, e richiamando al palazzo imperiale numerosi cortigiani e collaboratori del precedente imperatore. Otone si suicidò dopo la sconfitta militare subita da parte del generale Vitellio, un altro pretendente. L'imperatore Vitellio, infine, venne sconfitto e ucciso dalle truppe di Vespasiano, generale delle Province orientali, che divenne principe e iniziò una nuova dinastia, i Flavii.

## Ascendenza
|                         |                |                        | Genitori                      |  |  | Nonni |  |  | Bisnonni              |  |  | Trisnonni             |  |
|                         |                |                        |                               |  |  |       |  |  | Gneo Domizio Enobarbo |  |  | Gneo Domizio Enobarbo |  |
|                         |                |                        |                               |  |  |       |  |  | Gneo Domizio Enobarbo |  |  | Gneo Domizio Enobarbo |  |
|                         |                | Porcia Catona          |                               |  |  |       |  |  | Gneo Domizio Enobarbo |  |  |                       |  |
| Lucio Domizio Enobarbo  |                |                        |                               |  |  |       |  |  | Gneo Domizio Enobarbo |  |  |                       |  |
|                         |                | Emilia Lepida          | Mamerco Emilio Lepido Liviano |  |  |       |  |  |                       |  |  |                       |  |
|                         |                | Emilia Lepida          | Mamerco Emilio Lepido Liviano |  |  |       |  |  |                       |  |  |                       |  |
|                         |                | Emilia Lepida          | Cornelia Silla                |  |  |       |  |  |                       |  |  |                       |  |
| Gneo Domizio Enobarbo   |                | Emilia Lepida          |                               |  |  |       |  |  |                       |  |  |                       |  |
|                         |                | Marco Antonio          | Marco Antonio Cretico         |  |  |       |  |  |                       |  |  |                       |  |
|                         |                | Marco Antonio          | Marco Antonio Cretico         |  |  |       |  |  |                       |  |  |                       |  |
|                         |                | Marco Antonio          | Giulia Antonia                |  |  |       |  |  |                       |  |  |                       |  |
| Antonia maggiore        |                | Marco Antonio          |                               |  |  |       |  |  |                       |  |  |                       |  |
|                         |                | Ottavia minore         | Gaio Ottavio                  |  |  |       |  |  |                       |  |  |                       |  |
|                         |                | Ottavia minore         | Gaio Ottavio                  |  |  |       |  |  |                       |  |  |                       |  |
|                         |                | Ottavia minore         | Azia maggiore                 |  |  |       |  |  |                       |  |  |                       |  |
| Nerone                  |                | Ottavia minore         |                               |  |  |       |  |  |                       |  |  |                       |  |
|                         | Druso maggiore | Tiberio Claudio Nerone |                               |  |  |       |  |  |                       |  |  |                       |  |
|                         | Druso maggiore | Tiberio Claudio Nerone |                               |  |  |       |  |  |                       |  |  |                       |  |
|                         | Druso maggiore | Livia Drusilla         |                               |  |  |       |  |  |                       |  |  |                       |  |
| Germanico Giulio Cesare | Druso maggiore |                        |                               |  |  |       |  |  |                       |  |  |                       |  |
|                         |                | Antonia minore         | Marco Antonio                 |  |  |       |  |  |                       |  |  |                       |  |
|                         |                | Antonia minore         | Marco Antonio                 |  |  |       |  |  |                       |  |  |                       |  |
|                         |                | Antonia minore         | Ottavia minore                |  |  |       |  |  |                       |  |  |                       |  |
| Agrippina minore        |                | Antonia minore         |                               |  |  |       |  |  |                       |  |  |                       |  |
|                         |                | Marco Vipsanio Agrippa | Lucio Vipsanio Agrippa        |  |  |       |  |  |                       |  |  |                       |  |
|                         |                | Marco Vipsanio Agrippa | Lucio Vipsanio Agrippa        |  |  |       |  |  |                       |  |  |                       |  |
|                         |                | Marco Vipsanio Agrippa | …                             |  |  |       |  |  |                       |  |  |                       |  |
| Agrippina maggiore      |                | Marco Vipsanio Agrippa |                               |  |  |       |  |  |                       |  |  |                       |  |
|                         |                | Giulia maggiore        | Augusto                       |  |  |       |  |  |                       |  |  |                       |  |
|                         |                | Giulia maggiore        | Augusto                       |  |  |       |  |  |                       |  |  |                       |  |
|                         |                | Giulia maggiore        | Scribonia                     |  |  |       |  |  |                       |  |  |                       |  |
|                         |                | Giulia maggiore        |                               |  |  |       |  |  |                       |  |  |                       |  |

### Fonti primarie
- Aurelio Vittore, De Caesaribus. (testo in latino disponibile qui)
- Aurelio Vittore (attr.), De viris illustribus Urbis Romae. (testo in latino disponibile qui)
- Cassio Dione Cocceiano, Historia Romana, libri LXVI-LXVII. (versione in inglese disponibile qui).
- Eutropio, Breviarium historiae romanae (testo latino), VII-X .
- Flavio Giuseppe, Guerra giudaica. .
- Plinio il Vecchio, Naturalis Historia (testo latino) .
- Strabone, Geografia (Γεωγραφικά).  (versione in inglese disponibile qui).
- (LA) Svetonio, De vita Caesarum libri VIII: Vita Neronis.
- Tacito.
  - Annales (testo latino)  (versione in inglese disponibile qui);
  - (LA) Historiae.  (versione in inglese disponibile qui).
  - De origine et situ Germanorum (testo latino) .

### Fonti storiografiche moderne
In italiano
- Girolamo Cardano, Elogio di Nerone: Mansuetudine, Acume politico e Saggezza di un esecrato tiranno, Milano, Gallone Editore, 1998. ISBN 88-8217-015-2
- Edward Champlin, Nerone, Laterza, 2008. ISBN 978-88-58101-72-8
- Eugen Cizek, La Roma di Nerone, Milano, Ed.Garzanti, 1986.
- Massimo Fini, Nerone: Duemila anni di calunnie, Milano, Mondadori, 1993, ISBN 88-04-38254-6.
- Albino Garzetti, L'Impero da Tiberio agli Antonini, Bologna, Cappelli, 1960 (v. pp. 153 e ss.: Nerone)
- Miriam T. Griffin, Nerone: la fine di una dinastia, Torino, SEI - Società Editrice Internazionale, 1994. ISBN 88-05-05382-1
- Dezső Kosztolányi, Nerone, Roma, Castelvecchi, 2014. ISBN 9788876157950
- Mario Attilio Levi, Nerone e i suoi Tempi, Milano, Rizzoli, 1995 e successive rist.; altra ediz.: RCS Quotidiani-Corriere della Sera, Milano, 2006.
- Santo Mazzarino, L'Impero Romano, 3 voll., Roma-Bari, Laterza, 1973 e 1976 (v. vol. I); riediz. (due vol.): 1984 e successive rist. (v. vol. I)
- Carlo Palumbo, La vita di Nerone, Le Grandi Biografie, Milano, Peruzzo, 1985
- Mario Pani, Lotte per il potere e vicende dinastiche. Il principato fra Tiberio e Nerone in Andrea Schiavone e Arnaldo Momigliano (a cura di), Storia di Roma, Torino, Einaudi, 1990, vol. II, tomo 2; ripubblicata anche come Storia Einaudi dei Greci e dei Romani, Milano, Ediz. de Il Sole 24 ORE, 2008 (v. il vol. XVI)
- Ernest Renan, L'Antéchrist, Paris, Frères, 1873; trad. it.: L'Anticristo Nerone, a cura di Angelo Treves, Milano, Edizioni Corbaccio, 1936.
- Philipp Vandenberg, Nerone, Milano, Rusconi, 1984.
- Brian H. Warmington, Nerone: realtà e leggenda, Roma-Bari, Laterza 1973; nuova ediz., dal titolo Nerone: vita e leggenda, 1982; ripubblicata anche dalle Ediz. de Il Giornale, Milano (senza data)

In altre lingue
- (EN)  Girolamo Cardano, Nero: an Exemplary Life, Inkstone Books, 2012.
- (DE)  Jürgen Malitz, Nero, Monaco di Baviera, Beck, 1999. ISBN 3-406-44605-1.
- (DE)  Helmuth Schneider, Nero in Manfred Clauss (a cura di), Die römischen Kaiser, Monaco di Baviera, Beck, 2001. ISBN 3-406-47288-5.
- (DE)  Gerhard H. Waldherr, Nero. Eine Biografie, Regensburg, Friedrich Pustet, 2005. ISBN 3-7917-1947-5.